# Tour de chute
 (octobre 2015).
- Si vous ne connaissez pas le sujet, laissez ce bandeau (vous pouvez alors contacter les auteurs).
- Si vous supprimez le contenu mis en cause (vous pouvez préalablement contacter les auteurs),

argumentez précisément cette suppression dans la page de discussion
(un manque de référence n'est pas un argument ; une recherche réelle de référence doit avoir été effectuée, être formellement documentée).
 (octobre 2015).
Si vous disposez d'ouvrages ou d'articles de référence ou si vous connaissez des sites web de qualité traitant du thème abordé ici, merci de compléter l'article en donnant les références utiles à sa vérifiabilité et en les liant à la section « Notes et références ».
Ne doit pas être confondu avec Tour d'impesanteur.

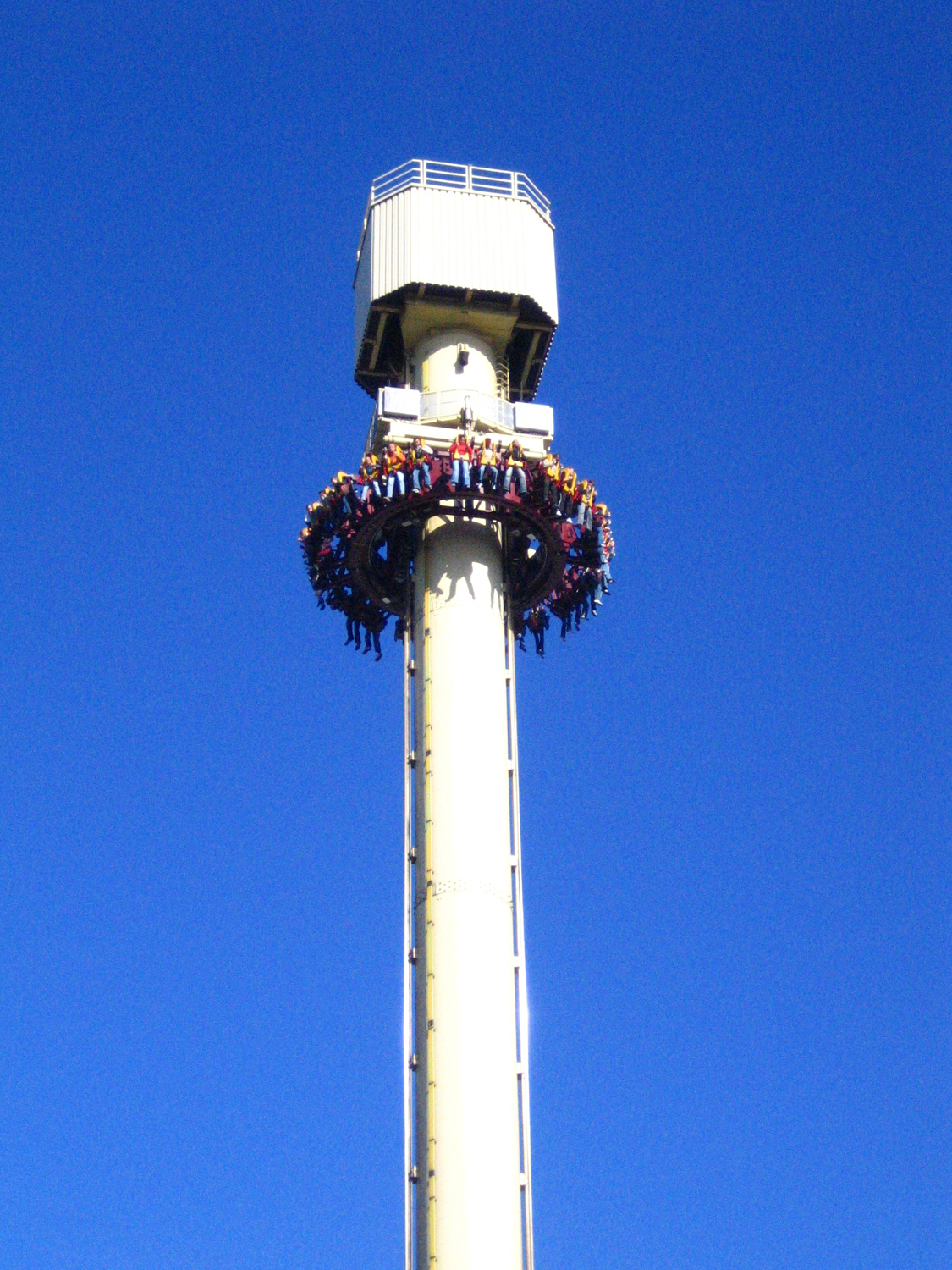
Tour de chute "The high fall" à Movie Park Germany

Une tour de chute est une attraction totalement verticale, fondée sur le principe de la chute libre. Les technologies actuelles sont développées par les sociétés S&S - Sansei Technologies, Huss Park Attractions et Intamin.
En 1892, M. Carron[Qui ?], effectue un premier projet, non réalisé, de construire depuis le 2e étage de la tour Eiffel une attraction sous forme de coque profilée en acier pouvant accueillir 10 passagers, chutant jusqu'à un bassin situé en dessous du sol et rembourrée d'énormes ressorts.
La création des tours de chute a en partie remplacé l'utilisation des attractions de type « chutes libres », quoique celles-ci soient différentes puisque lâchées depuis le haut d'un « U » incurvé et ont été remises en service à la Foire du Trône par exemple.

## Concept et fonctionnement
L'attraction est composée en majorité d'une nacelle se déplaçant verticalement sur une tour centrale servant de mât. La nacelle est hissée le long de la tour presque jusqu'au sommet puis lâchée subitement, produisant un airtime en apesanteur de quelques secondes. Le sommet de la tour accueille la machinerie. Un système de frein magnétique ralentit la chute, poussant cette fois les passagers vers le haut, en leur permettant de revenir lentement au sol.
Les tours varient en hauteur, capacité, types d'élévateur et de frein. Il en existe de nombreuses variantes apparaissant sur la liste ci-dessous.
- Certaines versions ajoutent une rotation simultanée de la nacelle durant la chute par rapport à l'axe du mât, ou effectuent quelques arrêts intermédiaires durant la chute, suivis de rebondissements.
- Les « Space Shot » axent inversement leurs effets sur des propulsions de montées subites, comme la tour Shot'n'Drop Count Down du constructeur allemand Huss.
- Sur les tours de hauteur moyenne ou celles pour enfants, les oscillations en montées et chutes successives de la nacelle peuvent devenir multiples, en « va-et-vient », les mouvements étant obtenus soit par un câble traditionnel, soit par un vérin.

Malgré une certaine ressemblance, ce type d'attraction se distingue :
- Des tours d'observation panoramiques, dont les déplacements de la nacelle tournante sont progressifs (comme la Gyrotour du Futuroscope de Poitiers),
- Des tours d'impesanteur du CNES, utilisées pour les études et simulations physiques des corps en chute libre[1]

## Types de tour de chute

### Positions
- Assise
- Floorless tilting (à cheval)
- Stand-up (debout)

### Trajectoires
- Free Fall traditionnelle : Montée lente puis modérée par tractage, chute lâchée, puis freinage électromagnétique
- Space Shot (S&S) : Puissante montée propulsée par vérins, puis chute réduite
- Double Shot
- Turbo Drop (S&S) : Chute contrôlée par câble, suivie de rebondissements
- Combo Ride : Space Shot suivie de Turbo Drop
- Bungee Drop (Huss, Intamin) : Propulsions de montée et chutes alternées
- Shoot, tilt & drop tower
- Spring Ride - Family Tower : Successions de plusieurs chutes modérées
- Gyro Tower : Chute depuis une nacelle circulaire simultanément rotative.
- Tour parachute, la nacelle adoptant la forme d'un parachute souvent en position ouverte (ex : Toy Soldiers Parachute Drop des parcs Disney).

## Tours de chute caractéristiques

### Free fall traditionnelles (1 ou 2 chutes)
| Nom                        | Hauteur de structure | Parc                      | Année | Commentaire |
| -------------------------- | -------------------- | ------------------------- | ----- | --- |
| Zumanjaro                  | 126 m                | Six Flags Great Adventure | 2014  | La plus haute chute du monde depuis 2014 ; adossée à Kingda Ka                                                    |
| Lex Luthor: Drop of Doom   | 120 m                | Six Flags Magic Mountain  | 2012  | Adossée à Superman: Escape from Krypton                                                                           |
| Highlander                 | 120 m                | Hansa-Park                | 2019  | Rotative autour d'un pylône                                                                                       |
| Giant Drop                 | 119 m                | Dreamworld                | 1998  | |
| AtmosFear                  | 116 m                | Liseberg                  | 2011  | Ancienne tour d'observation transformée en tour de chute                                                          |
| Falcon's Fury              | 102 m                | Busch Gardens Tampa       | 2014  | Inclinant les passagers face au sol durant la chute                                                               |
| Donjon de l'extrême        | 100 m                | Nigloland                 | 2016  | Rotative autour du pylône                                                                                         |
| Ikaros                     | 95 m                 | Gröna Lund                | 2017  | Inclinant les passagers face au sol durant la chute                                                               |
| Zombillenium Tower         | 90 m                 | Parc Spirou               | 2019  | Rotative autour du pylône + basculement en avant des sièges durant la montée                                      |
| Hurakan Condor             | 86 m                 | PortAventura Park         | 2005  | Possédant deux variantes : position assises et tilt sans sol + inclinaisons de 15° pour 3 nacelles sur 5          |
| Tremor                     | 80 m                 | La Récré des 3 Curés      | 2025  | |
| SkyFall                    | 80 m                 | Foire du Trône            | 2014  | |
| Dalton Terror              | 77 m                 | Walibi Belgium            | 1998  | |
| Mystica                    | 72 m                 | MagicLand                 | 2011  | |
| Scream                     | 71 m                 | Heide Park                | 2003  | Rotative autour du pylône, en position tilt (sans sol)                                                            |
| Anubis Free Fall Tower     | 70 m                 | Holiday Park              | 1997  | |
| Golden Driller             | 66 m                 | Fraispertuis-City         | 2017  | Possédant quatre variantes : position assise, assise inclinée, tilt (sans sol) et debout sur plate-forme,.        |
| The High Fall              | 60 m                 | Movie Park Germany        | 2002  | Rotative autour du pylône, en position tilt                                                                       |
| Apocalypse                 | 54 m                 | Drayton Manor             | 2000  | Possédant trois variantes : position assise, position tilt sans sol et debout sur plate-forme (démontée fin 2022) |
| The Hollywood Action Tower | 40 m                 | Movieland Studios         | 1982  | Première attraction de chute libre, démarrant sur un rail à la verticale, puis s'incurvant vers l'horizontale     |
| Tour descente extrême      | 40 m                 | Parc Saint-Paul           | 2004  | |
| Detonator                  | 35 m                 | Thorpe Park               | 2001  | |

- 2021 : Orlando Free Fall (130 m), Orlando, fut retirée en 2022, à la suite d'un accident.

### Space Shots (montées subites)
- Big Shot, installée à 250 mètres de hauteur, au sommet de The STRAT Hotel, Casino & Skypod (Las Vegas)
- Count Down, Fête des Loges
- Space Shot, Walibi Holland (1998)
- Totem, Walibi Rhône-Alpes (1998)
- Space Shoot, Walygator Grand Est, Moselle (1998)

### Bungee Drop
- La Tour de la Terreur, construite par la firme Otis, est basée sur le principe des ascenseurs, possédant une cabine de 21 places mue par un câble, sans vérin ni mât central, additionné d'un second câble tirant la cabine vers le bas procurant une accélération d'airtime dite en « Ejector » supérieure à celle d'une chute libre. Elle est construite avec quelques variantes dans quatre parcs Disney :
  - Parc Walt Disney Studios
  - Disney's Hollywood Studios
  - Disney California Adventure
  - Tokyo DisneySea

### Combo Rides (montée subite, puis chute)
- Mystery Castle, Phantasialand (Allemagne), à l'intérieur d'un donjon (1998)
- Flash Tower (3 « Ejectors »), parc du Bocasse (2013)
- Sky Tower (6 chutes successives), parc du Bocasse (2008)
- Screaming Eagle, Bellewaerde, (1999)

### Spring rides (Tours de chute junior familiales, à «va-et-vient» successifs)
- Rodéo, OK Corral, Cuges-les-Pins
- Baboing, tour « va-et-vient » , La Mer de sable, Ermenonville
- Tikal, Phantasialand (Allemagne)
- Tourlicot, Europa-Park (Allemagne)
- Tittle Tattle Tree, Phantasialand (Allemagne), similaire aux Toy Soldiers Parachute Drop de Disney, mais debout dans des nacelles
- Tour des petits fantômes, Nigloland, Dolancourt

## Sensations verticales connexes
- Reverse bungee à mouvement vertical
- Ascenseur
- Attractions, notamment « Vertical Rides »
- Montagnes russes plongeantes
- Saut à l'élastique
- Airtime